# Il Conde
Il Conte est une nouvelle de Joseph Conrad publiée en 1908.

## Historique
Il Conte, un récit pathétique est une nouvelle de Joseph Conrad publiée en 1908 dans le Cassel's Magazine (sous le titre erroné Il Conde) puis la même année dans le recueil de nouvelles A Set of Six (traduit en français par Six nouvelles).
En 1905, Conrad passe quatre mois à Capri. Pendant son séjour à la Villa di Maria, il fait la connaissance d'un comte polonais, Zygmut Szembek, dont les aventures lui inspirent ce récit.

## Résumé
Dans un hôtel de Naples, l'auteur lie connaissance avec il Conte, un comte “par excellence”. Celui-ci se confie à lui : un jeune capo l'a détroussé. Effrayé, il décide de quitter l'Italie pour aller mourir dans les brumes du Nord. Vedi Napoli et poi mori...

## Éditions en anglais
- Il Conde, dans le Cassel's Magazine en août 1908, en Angleterre.
- Il Conde, dans le recueil de nouvelles A Set of Six, chez l'éditeur Methuen and Co à Londres, en août 1908.
- Il Conde, dans le Hampton's Magazine, New-York, février 1909.

## Traductions en français
- Il Conte, traduit par Philippe Néel, dans Gaspar Ruiz et autres nouvelles, Paris : éditions de la NRF, 1927
- Il Conte, traduit par Pierre Coustillas, dans Conrad (dir. Sylvère Monod), Œuvres, t. III, Paris : Gallimard, coll. « Bibliothèque de la Pléiade », 1987  (ISBN 9782070111282)